# Pseudomertensia moltkioides
Pseudomertensia moltkioides là loài thực vật có hoa trong họ Mồ hôi. Loài này được (Royle ex Benth.) Kazmi miêu tả khoa học đầu tiên năm 1970.